# Dobra (okręg Hunedoara)
Dobra – wieś w Rumunii, w okręgu Hunedoara, w gminie Dobra. W 2011 roku liczyła 1497 mieszkańców.